# Lactarius albocarneus
Lactarius albocarneus é um fungo que pertence ao gênero de cogumelos Lactarius na ordem Russulales. Encontrado na Europa, foi descrito cientificamente pelo micologista alemão Max Britzelmayr em 1895.